# Lucky Luciano
Lucky Luciano, známý též jako Charles Luciano nebo Salvatore Lucania (24. listopadu 1897 Lercara Friddi, Itálie – 26. ledna 1962 Neapol) byl jedním z nejmocnějších mužů v dějinách organizovaného zločinu. Zmodernizoval americkou mafii a stál za obrovským poválečným obchodem s heroinem (Francouzská spojka).

## Nejasnosti
Přestože je Lucky Luciano považován za největšího mafiánského bosse v americké historii, je kolem něj v současné době mnoho nejasností. Mezi nejčastější patří zejména čas, kdy se narodil a vznik jeho přezdívky.

### Datum jeho narození
Nejrozšířenější jsou tři verze data jeho narození. Podle Encyclopædia Britannica se narodil 11. listopadu 1896, podle internetových stránek www.who2.com 24. listopadu 1898 a kniha Mafie od Gábora Gellérta uvádí 24. listopadu 1897.

### Vznik přezdívky Lucky
Existují dvě hlavní verze, proč se Lucianovi začalo říkat Lucky (ten, kdo má štěstí).
16. října 1929 přepadli Luciana čtyři muži, zmlátili ho a pořezali na krku a obličeji. Měli to být členové gangu Salvatora Maranzana. Lucianova zranění byla tak velká, že ho útočníci nechali ležet na zemi s tím, že každou chvíli zemře. Luciano však přežil a začalo se mu říkat Lucky. Od té doby měl Luciano na krku jizvy a jeho pravé oční víčko bylo vždy trochu přivřené.
Podle druhé verze Luciano často sázel na dostizích a většinou úspěšně tipoval vítězné koně. Proto se mu začalo říkat Lucky.
Podle knihy od Gábora Gellérta: Konkurenční gang v čele s Maranzanem se začal zajímat o to, kde ukryl Luciano jistou dávku narkotik. Chytli ho na Manhattanu a přes přístavní čtvrť vlekli na Staten Island. Na opuštěném úseku ho za prsty vytáhli na strom. Zpočátku ho „zpracovali“ jenom tím, že jej pálili cigaretami ve tváři, když nepromluvil, sundali mu boty a začali mu opalovat i chodidla. Omdlel a jeho trýznitelé v jistotě, že mu schází málo ke smrti, jej nechali na místě. Zanedlouho však kolem projížděla policejní hlídka a sundala Luciana ze stromu. V nemocnici ho profackovali k životu. Pravda, neměl ani tušení, s kým měl tu čest. Od té doby měl zjizvenou tvář, zůstal mu tik v pravém oku a dostal přezdívku Lucky.

## Mládí
Lucky Luciano se narodil jako Salvatore Lucania ve vesnici Lercara Friddi ležící zhruba 25 km na východ od Corleone na Sicílii.
V roce 1906 se jeho rodina přestěhovala do Spojených států. Luciano si změnil jméno na Salvatore Luciano a později na Charles Luciano.
V dětství si vydělával peníze tak, že vybíral vždy pár centů denně od svých spolužáků za to, že je bude chránit. Pokud se někdo zdráhal mu peníze vydat, Luciano ho zbil. Podle legendy měl být mezi nimi i chlapec jménem Meyer Lansky, který se později stal jeho přítelem a rovněž mafiánem. Když po něm chtěl Luciano peníze, Lansky se s ním porval a vyhrál. Díky Lanskymu se měl Luciano seznámit také s Bugsym Siegelem, se kterým později spolupracoval.
V roce 1916 se Luciano přidal k gangu Five Points Gang, jehož členy byli např. Johnny Torrio nebo Al Capone. V roce 1916 byl také kvůli obchodu s heroinem odsouzen ke krátkému trestu. Ve vězení si odseděl šest měsíců.
Později začal Luciano pracovat pro Joea Masseria, který byl tehdy jedním z nejmocnějších mafiánů v New Yorku. Luciano však nesouhlasil s Masseriou v mnoha věcech. Masseria byl konzervativní a důvěřoval jenom Sicilanům. Luciano byl liberálnější a chtěl, aby se do mafie zařadili i lidé z irských a židovských gangů.
Od roku 1920 pašoval Luciano alkohol, pak se zaměřil výhradně na kuplířství. Lucianovým mužem číslo jedna se stal jeho starší přítel Frank Costello.

## Castellamarská válka
V roce 1930 vyvrcholila Castellamarská válka, krvavý konflikt mezi Salvatorem Maranzanou a Joem Masseriou, kteří vedli dva největší newyorské klany.
Jméno konfliktu má původ ve skutečnosti, že lidé z Maranzanovy strany byli přistěhovalci z okolí města Castellammare del Golfo v západní Sicílii. Mezi nimi byl např. Joseph Bonanno.
Jejich protivníci, které vedl Joe Masseria, pocházeli z celé Sicílie a přilehlých regionů. K Masseriovi patřili kromě Luciana např. Al Capone, Vito Genovese, Bugsy Siegel nebo Frank Costello.
V průběhu konfliktu však lidé přecházeli z jedné strany na druhou a tak původní rozdělení přestalo platit.
Luciano sice původně pracoval pro Masseriu, ale 15. dubna 1931 spolu s Meyerem Lanskym připravil jeho vraždu. Odehrálo se to v restauraci, když Luciano s Masseriou obědvali. Luciano poté odešel na toaletu a mezitím čtyři střelci Masseriu zabili.
Maranzano tímto vyhrál Castellamarskou válku. Prohlásil se Capem di tutti capi (šéfem všech šéfů, bossem všech bossů) a učinil Luciana svým mužem číslo jedna. Postupně si však přestali důvěřovat a oba připravovali vraždu toho druhého. Luciano byl rychlejší.
10. září 1931 vstoupili do Maranzanovy kanceláře čtyři muži, kteří se představili jako daňoví úředníci. Když Maranzano slyšel rámus z chodby, vyšel se z kanceláře kouknout, co se děje, přičemž si rozepnul sako, aby byla vidět jeho pistole. Útočníci ho měli jen pobodat, ale kvůli změně situace ho zastřelili.
Podle legendy měl toho dne Luciano zabít ještě desítky Maranzanových věrných, ve skutečnosti však zemřeli jen asi dva nebo tři.
Po smrti Masserii a Maranzana se Luciano dostal do čela newyorské mafie. V roce 1931 zrušil místo Capa di tutti capi a zavedl decentralizovanou strukturu. Do mafie přivedl i ostatní etnika, nejenom Sicilany. Rodiny si rozdělily teritoria a sféry vlivu. Nejvyšším orgánem byla tzv. Komise skládající se z bossů.

## Vězení a 2. světová válka
V roce 1935 tušil mafián Dutch Schultz, že po něm jde státní prokurátor Thomas E. Dewey. Chtěl ho nechat odstranit, ale Luciano a jeho spolupracovníci s tím nesouhlasili. Protože vzniklo nebezpečí, že Schultz nevezme v úvahu výsledek tohoto hlasování, bylo dohodnuto, že se Schultze zbaví. Krátce na to jej proto nechali zabít.
V roce 1936 však prokurátor Dewey obvinil Luciana z kuplířství. Luciano tvrdil, že proces byl vykonstruovaný a svědkové podplacení. Svědkové, resp. svědkyně, byly prostitutky, které měly podle Luciana získat od prokurátora Deweye různé peněžní výhody.
Luciano byl odsouzen na 30–50 let vězení. Odseděl si však jen 10 let.
Když vypukla druhá světová válka, využila americká vláda Lucianových kontaktů a nabídla mu dohodu. Luciano prostřednictvím Franka Costella kontroloval doky v New Yorku a odbory přístavních dělníků. Americká vláda si byla vědoma sabotáží, které měly být způsobeny německými špiony nebo samotnou mafií. Část dohody s Lucianem byla, že ničení lodí přestane. Dále bylo Lucianovým úkolem spojit se s přáteli v Palermu na Sicílii a ulehčit tak vylodění amerických vojsk. Invaze se uskutečnila v roce 1943. V Itálii byl tenkrát u moci Mussolini, který tamější mafii pronásledoval.
Za tyto služby bylo Lucianovi umožněno bez problémů řídit mafii a její aktivity za dobu jeho věznění.
Po skončení války, v roce 1946, nabídla vláda Lucianovi, že ho propustí, musí však opustit americkou půdu a vrátit se do Itálie. 10. února 1946 byl tedy Luciano deportován a usídlil se v Římě.
V prosinci roku 1946 odletěl do Venezuely, do Mexika a poté do Havany na Kubě. V Havaně se konala konference, kterou sám zorganizoval. Tam si utvrdil své vedoucí postavení. Byly dohodnuty obchody s kubánským diktátorem Fulgenciem Batistou o výstavbě kasin na Kubě.
Na konferenci bylo také odsouhlaseno odstranění Bugsyho Siegela. Stavba kasina v Las Vegas (The Flamingo) ho totiž stála obrovské peníze, které nemohl splácet.
V únoru 1947 byl Luciano poslán zpět do Itálie.

## Obchod s heroinem
Po vyhoštění z Kuby se Luciano usídlil v Neapoli.
Tam navázal nové kontakty se sicilskými klany a dalšími mafiánskými organizacemi, např. s Camorrou a 'Ndranghetou.
V průběhu 50. let si dále Luciano vytvořil dobré styky s korsickou mafií a vytvořil tzv. Francouzskou spojku. Opium se tehdy pašovalo z Turecka do Francie (Marseille), kde se z něj vyráběl kvalitní heroin. Ten dále putoval do Spojených států.

## Kontakty
Luciano se přátelil s Frankem Sinatrou a pomáhal mu v jeho kariéře.
Podporoval také amerického prezidenta Franklina D. Roosevelta.

## Smrt
Luciano měl v plánu prodat práva na svůj životní příběh filmařské společnosti. 26. ledna 1962 se měl sejít v Neapoli na letišti s americkým producentem, aby podepsal smlouvu. Zemřel tam však na srdeční infarkt.
Vyskytly se dohady, že za jeho mrtvicí stojí mafie, která ho otrávila. Nesouhlasila totiž s jeho záměrem zveřejnit informace z jeho života.
Přestože od roku 1946 nesměl Luciano vstoupit na území Spojených států, pohřben byl na hřbitově v New Yorku. Soud totiž rozhodl, že mrtvola není občanem žádného státu a nepodléhá tak vyhoštění.
Lucianovým nástupcem na pozici mafiánského bosse se stal Frank Costello.